# Armin Dewes
Armin Dewes (* 4. Dezember 1979 in Lebach) ist ein deutscher Volleyballspieler.

## Karriere
Armin Dewes wurde im Volleyball-Internat Frankfurt ausgebildet, bevor er 2000 zum Bundesligisten VfB Friedrichshafen kam, mit dem er zweimal Deutscher Meister wurde und dreimal den DVV-Pokal gewann. 2003 wechselte er zum Ligakonkurrenten VV Leipzig. 2005 ging der Mittelblocker ins Ausland zu Knack Randstad Roeselare, mit dem er 2006 Belgischer Meister und Pokalsieger wurde. Danach spielte er eine Saison in Zypern bei Paphos, bevor er 2007 in die Bundesliga zurückkehrte und mit Generali Haching 2009 und 2010 erneut den DVV-Pokal gewann. Anschließend wechselte er zum Zweitligisten TSV Grafing. Armin Dewes war mehrere Jahre in den Ranglisten des deutschen Volleyballs einer der besten Blockspieler und spielte 11-mal für die deutsche Nationalmannschaft.